# Yard Act
Yard Act — британський рок-гурт з Лідса, до складу якого входять Джеймс Сміт (вокал, тексти), Раян Нідхем (бас), Сем Шіпстоун (гітара) і Джей Рассел (ударні).
Їхній дебютний альбом The Overload був випущений 21 січня 2022 року та дебютував під номером 2 у UK Albums Chart.

## Музичний стиль
Критики класифікували музику гурту як пост-панк та інді-рок. Часто використовує елементи італо-диско 1970-х, хіп-хопу 90-х та інді-року початку 2000-х.
Їхня лірика часто політична, обговорює опозицію до таких тем, як капіталізм, джентрифікація та соціальний клас, з використанням «чорного гумору та цинічної розповіді». Їхні тексти також мають сюрреалістичний стиль.

## Склад гурту
Поточні
- Джеймс Сміт — вокал (2019–дотепер)
- Раян Нідхем — бас (2019–дотепер)
- Сем Шіпстоун — гітара (2020–дотепер)
- Джей Рассел — ударні (2020–дотепер)

Колишні
- Семмі Робінсон — гітара (2019—2020)
- Джордж Тауненд — ударні (2019—2020)

|             |
| Джеймс Сміт |

|             |
| Раян Нідхем |

|              |
| Сем Шіпстоун |

|             |
| Джей Рассел |

## Дискографія

### Студійні альбоми
- The Overload (2022)
- Where's My Utopia? (2024)

### Міні-альбоми
| Title                                | Details |
| ------------------------------------ | --- |
| Dark Days                            | - Дата релізу: 19 січня 2021 - Лейбл: Zen F.C. - Формат: 12-дюймовий вініл, CD, аудіокасета, цифрове завантаження, потокове мультимедіа |
| 100 % Endurance (Elton John Version) | - Дата релізу: 1 липня 2022 - Лейбл: Universal Music Operations Limited - Формат: цифрове завантаження, потокове мультимедіа            |

### Сингли
| Назва                 | Рік  | Альбом       |
| --------------------- | ---- | ------------ |
| «The Trapper's Pelts» | 2020 | Dark Days EP |
| «Fixer Upper»         | 2020 | Dark Days EP |
| «Peanuts»             | 2020 | Dark Days EP |
| «Dark Days»           | 2021 | Dark Days EP |
| «The Overload»        | 2021 | The Overload |
| «Land of the Blind»   | 2021 | The Overload |
| «Payday»              | 2021 | The Overload |
| «Rich»                | 2022 | The Overload |
| «Pour Another»        | 2022 | The Overload |
| «100% Endurance»      | 2022 | The Overload |